# 다카사키톤야마치역
다카사키톤야마치역(일본어: 高崎問屋町駅, えたかさきとんやまちき)은 일본 군마현 다카사키시에 있는, 동일본 여객철도의 철도역이다. 조에쓰선이 지나가며, 아가쓰마 선, 료모 선 열차들도 다닌다.
역이름은 역 주변에 1967년부터 영업해 온 도매시장인 "다카사키톤야마치"에서 딴 것이다.

## 역 구조
상대식 2면 2선 구조의 지상역으로, 역사는 선상 구조이다. 다카사키 역이 관리하는 업무 위탁역으로, 아침 일부 시간대에는 역무원이 근무하지 않는다. 자동개찰기와 초록 창구가 있다.
스이카 및 제휴 교통카드의 사용이 가능하다.

### 승강장
| 1 | ■ 조에쓰선 ■ 아가쓰마 선 ■ 료모 선         | 마에바시 · 오야마 · 시부카와 · 나카노조 방면 |
| 2 | ■ 조에쓰선 ■ 다카사키 선 ■ 쇼난신주쿠 라인 | 다카사키 · 우에노 · 신주쿠 · 요코하마 방면   |

## 역세권 정보
- 다카사키톤야마치 - 도매시장.

## 역사
- 2004년 10월 16일 - 동일본 여객철도 조에쓰선의 다카사키역과 이노역 사이에 새로이 개업하였다.

## 인접역
| 동일본 여객철도 조에쓰선 | 동일본 여객철도 조에쓰선 | 동일본 여객철도 조에쓰선 |
| ------------------------ | ------------------------ | ------------------------ |
| 다카사키 방면            | ■ 보통                   | 이노 미나카미 방면       |
| 다카사키 방면            | ■ 아가쓰마 선 보통       | 이노 오마에 방면         |
| 다카사키 방면            | ■ 료모 선 보통           | 이노 기류 방면           |